# Elihu Vedder

Minerwa, 1896

Elihu Vedder (ur. 26 lutego 1836 w Nowym Jorku, zm. 1923) – amerykański malarz symbolista, ilustrator i poeta.
Studiował w Nowym Jorku i Paryżu, jego nauczycielami byli Tompkins H. Matteson i François-Édouard Picot. Większą część życia przebywał we Włoszech. Malował obrazy o różnorodnej tematyce pod wpływem prerafaelitów.